# 贾斯万特·辛格
贾斯万特·辛格·贾索尔（英語：Jaswant Singh Jasol，讀音ⓘ，1938年1月3日—2020年9月27日），印度政治人物，印度人民党创始成员。曾任印度财政部长、外交部长、国防部长等职。
曾代表印度人民党五次（1980年、1986年、1998年、1999年、2004年）当选联邦院议员，四次（1990年、1991年、1996年、2009年）当选人民院议员。

## 生平
1938年1月3日生于巴爾梅爾縣贾索尔的一个拉傑普特人家庭。1957年至1966年在印度陆军服役，曾就读于梅奥学院和印度国防学院。
1960年代末开始从政。1980年代表印度人民党当选联邦院议员。1996年人民党击败国大党开始执政时，他在阿塔尔·比哈里·瓦杰帕伊内阁出任财政部长。但由于在国会未能取得多数支持，内阁仅十五天便倒台。两年后瓦杰帕伊再次就任印总理后，他出任外交部长，2002年转任财政部长，直到2004年人民党在大选中落败。2001年，他被授予杰出议员奖。2004年至2009年，他担任联邦院反对党领袖。
2012年，他被全国民主联盟提名为印度副总统人选，但最终输给了穆罕默德·哈米德·安萨里。

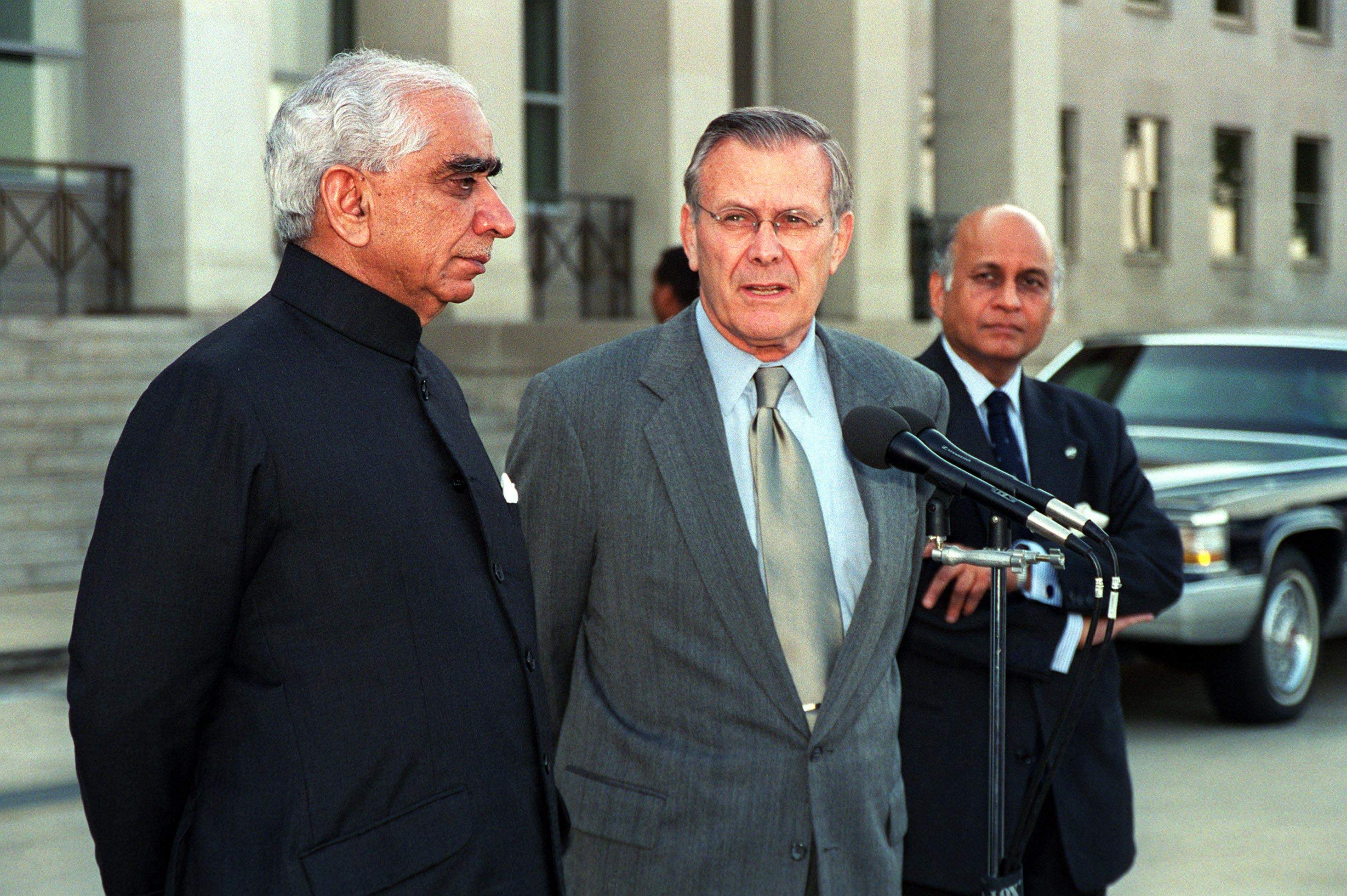
与唐纳德·拉姆斯菲尔德合影

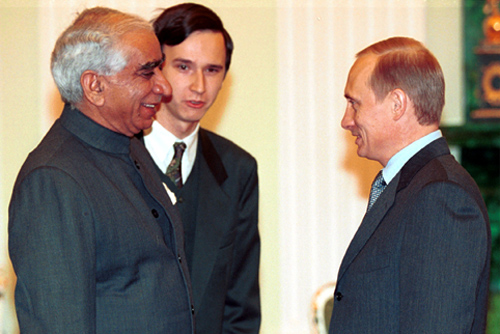
与弗拉基米尔·普京合影

2014年8月，他在家中的浴室不慎摔倒，头部严重受伤。2020年6月，他旧病复发，入住德里陆军医院，9月27日逝世，终年82岁。

## 政策
1999年，他率领代表团访华，双方确认中印关系发展的前提是互不视对方为威胁，中印关系由此步入改善和发展的进程。
2006年，他公开表示，美印民用核能合作协议是一个“强加于人的”、“让印度羞辱的”协议，并要求执政的国大党联合政府重新就法案内容与美国进行协商。

## 出版物
- Singh, Jaswant. . Spantech & Lancer. 1996. ISBN 1-897829-18-3. OCLC 1119753542.
- Singh, Jaswant,. . London. 1999. ISBN 978-1-349-27191-7. OCLC 1004385546.
- Singh, Jaswant. . New Delhi: Macmillan India Ltd. 2001  [2020-09-27]. ISBN 0-333-93643-4. OCLC 48517870. （原始内容存档于2022-05-24）.
- Singh, Jaswant. . New Delhi: Rupa & Co. 2006. ISBN 81-291-1002-4. OCLC 76872107.
- Singh, Jaswant. . Singh, Jaswant, 1938-. Bloomington. 2007. ISBN 978-0-253-02800-6. OCLC 965828245.
- Singh, Jaswant. . Singh, Manvendra. New Delhi: Rupa & Co. 2007  [2020-09-27]. ISBN 978-81-291-1115-9. OCLC 132681691. （原始内容存档于2022-05-05）.
- Singh, Jaswant. . Naī Dillī: Rūpā eṇḍa Kampanī. 2006. ISBN 81-291-1055-5. OCLC 144754897.
- Singh, Jaswant. . Bhāṭiyā, Sūraja., Manekshaw, Sam, 1914-2008. New Delhi: Rupa & Co. 2008  [2020-09-27]. ISBN 81-291-1335-X. OCLC 222670160. （原始内容存档于2022-05-08）.
- 《真纳：印度、分治与独立》Singh, Jaswant. . Oxford: Oxford University Press. 2010. ISBN 978-0-19-547927-0. OCLC 611042665.
- Singh, Jaswant. . New Delhi. 2012. ISBN 93-81506-18-3. OCLC 820430326.
- Singh, Jaswant. . New Delhi. 2013. ISBN 978-81-291-2907-9. OCLC 866857167.